# El rey de Monterrey
El rey de Monterrey es una película de comedia mexicana de 1981 producida y dirigida por Alfredo Zacarías con guion de Raymundo Calixto y argumento de Zacarías, y protagonizada por Gaspar Henaine «Capulina» y Rosalba Brambila. Esta película incluye escenas filmadas en El circo de Capulina, que también era una serie de televisión, y parte de la filmación se realizó en locaciones de la ciudad de Monterrey, Nuevo León, México. Además, se menciona un lugar llamado "El castillo de Capulina" en el río Santa Catarina, donde también se filmaron escenas.

## Argumento
Capulina y su novia Lorenza son vendedores de jugos y frutas en un puesto en la Glorieta del Centro de la ciudad de Monterrey, pero los problemas empiezan al llegar un grupo de ladrones de autos, quienes destruyen el puesto de Capulina, y tras golpearlos, él y Lorenza dan un paseo usando uno de los autos de los patrones de esta última, y con ello empieza una gran persecución por toda la ciudad, ocasionando un completo desorden.

## Reparto
- Gaspar Henaine como Capulina.
- Rosalba Brambila como Lorenza.
- Aurelio Pérez «Chory»
- Federico Falcón
- Noelia Noel
- Lázaro Salazar
- Guillermo Ayala
- Ramiro Ayala
- Bulmaro Castillo
- Juan Garza
- Meche Juarez
- Luis Martinez
- Manuel Martínez
- Roel Martínez «el Picudo»
- Humberto Padilla
- Marcelo Villamil
- Roberto Zarazua